# Rudi Frenzel
Rudi Frenzel (* 8. Oktober 1923 in Apolda; † 12. November 2020 daselbst) war ein deutscher Jurist mit dem Schwerpunkt deutsches und internationales Seerecht.

## Leben
Er wurde als Sohn des Kaufmanns Ernst Frenzel, und dessen Ehefrau Emmy geb. Beetz, geboren.

### Ausbildung
Nach der Volksschule besuchte er ab 1934 das Reformrealgymnasium seiner Geburtsstadt und legte dort 1942 das Abitur ab. Anschließend wurde er zum Kriegsdienst in eine Eisenbahn-Transport-Flak der Wehrmacht eingezogen. Nach Kriegsende kam er in sowjetische Gefangenschaft für vier Jahre. Von 1951 bis 1952 war er Angehöriger der kasernierten Volkspolizei. Daraufhin konnte er im September desselben Jahres an der Friedrich-Schiller-Universität Jena Rechtswissenschaft studieren und schloss das Studium mit dem Staatsexamen 1956 ab. Er wurde wissenschaftlicher Assistent mit Lehrauftrag. Am Institut für Strafrecht schrieb er in dieser Zeit eine Doktorarbeit mit dem Thema „Die strafrechtliche Verantwortlichkeit bei Erziehungspflichtverletzungen de lege ferenda. – Zugleich eine kriminologische Untersuchung“. Die Promotion erfolgte am 30. Oktober 1964. Vom Strafrecht wechselte er zum Seerecht.

### Mitarbeiter am Institut des Seeverkehrs und der Hafenwirtschaft (Rostock)
Ab 1965 wurde er wissenschaftlicher Mitarbeiter am Institut des Seeverkehrs und der Hafenwirtschaft (ISH) in Rostock. Direktor des IHS war der promovierte Wirtschaftswissenschaftler Werner Bunge (* 1. Oktober 1925 in Ueckermünde).
Mit Wirkung vom 1. Januar 1974 wurde das IHS und damit auch Frenzel ins neu geschaffene „Kombinat Seeverkehr und Hafenwirtschaft – Deutfracht/Seereederei“ unter dem Generaldirektor Heinz Neukirchen übernommen.

### Mitglied der Gesellschaft für Seerecht
Seit ihrer Gründung 1972 war Frenzel Mitglied der Gesellschaft für Seerecht der DDR und wirkte dort nebenberuflich als Sekretär unter den Rechtswissenschaftlern bzw. Präsidenten Jörgen Haalck und Ralf Richter sowie den auch für zunächst drei Jahre gewählten Vizepräsidenten Gerhard Reintanz, Heinz Rentner und Joachim Waßmann.
Im Jahre 1984 konnte er im 61. Lebensjahr von der DDR in die BRD ausreisen. Bis 1999 lebte er in Bamberg. In seinen Geburtsort kehrte er anschließend wieder zurück.

## Veröffentlichte Beiträge (Auswahl)
- Fragen des Verschuldens und der Haftung bei unerlaubter Deviation. In: Seeverkehr. 1966, S. 124–126, ISSN 0037-086X
- Mit Adolf Hauer: Einige Gedanken zur Konzeption des neuen Seegesetzes. In: Seeverkehr. 1967, Heft 11, S. 479–483 (Teil I) und H. 12, S. 518–520 (Teil II)
- Mit Adolf Hauer, Norbert Trotz: Zur Konzeption eines neuen Seegesetzes. In: Neue Justiz. 1968, 2. Juniheft, Nr. 12, S. 369–374.
- Mit Adolf Hauer: Zur Problematik der Neukonzipierung des Seefrachtvertrages. In: DDR-Verkehr. 1970, Heft 8, S. 326–328, Fortsetzung S. 333–334, ISSN 0011-4820
- Mit Adolf Hauer: Hauptpflichten beim Seefrachtvertrag – Konsequenzen für die rechtliche Regelung der Seetransportbeziehungen. In: DDR-Verkehr. 1971, Heft 8, S. 324–328.

### Autor von Erzählungen (Auswahl)
Der promovierte Jurist betätigte sich im fortgeschrittenen Alter als Autor von Kriminalerzählungen. Seinem im Januar 2009 veröffentlichten Kriminalroman Die Jaguarvilla legte er einen authentischen Kriminalfall zugrunde. Ein weiterer Kriminalroman, Dem Mörder entkommen …? erschien im Jahre 2014.
Kuriose Geschichten und seltsame Begebenheiten aus eigenem Erleben erzählte er auf humorvolle Weise in einem belletristischen Werk mit dem Titel „… meist kurios“, das 2005 erschien.